# Hill McAlister
Harry Hill McAlister (15 de julho de 1875 - 30 de outubro de 1959) foi um político americano, o 37º Governador do Tennessee, com mandato de 1933 até 1937. Atuou também como promotor de justiça da cidade de Nashville no início do século XX, também foi tesoureiro do estado do Tennessee de 1920 até 1930. Empossado no governo no auge da grande depressão, McAlister promulgou grandes cortes de gastos públicos na tentativa de estabilizar as finanças do Estado e coordenou programas federais destinados amenizar os efeitos da era da depressão.
McAlister retirou-se da política estadual, após um desentendimento com o poderoso chefe político de Memphis E. H. Crump em 1936. Ele passou as duas últimas décadas de sua vida como Juiz de Falências na Corte Distrital de Nashville.

## Início de vida
McAlister nasceu em Nashville, Tennessee, filho de William McAlister, um advogado e juiz e Laura (Dortch) McAlister. Frequentou a Universidade de Vanderbilt, obtendo Bacharelado em Direito em 1897. Ele foi admitido para a advocacia e iniciou a profissão em Nashville em 1899.
McAlister tornou-se Promotor de justiça assistente de Nashville em 1901 e foi promovido para Procurador-geral da cidade em 1905. Ele foi eleito para o Senado do Tennessee em 1910 e cumpriu dois mandatos (1911–1915). Como um senador de Estado, ele procurou a aplicação mais rigorosa de leis em matéria de educação e trabalho infantil e defendeu melhores inspeções de alimentos e medicamentos. Ele também buscou financiamento para um hospital de tuberculose para Nashville. McAlister foi um eleitor presidencial de Woodrow Wilson em 1916 e fez parte do Comitê Executivo democrático do Estado de 1918-1920.
A assembleia geral do Tennessee nomeou McAlister, tesoureiro do estado em 1919. Ele permaneceu nesta função até 1927 e, novamente, de 1931 a 1933. Na década de 1920, persistentemente advertiu que o estado enfrentaria uma crise financeira iminente e atacava as reformas do governador Austin Peay.

## Governador do Tennessee
Na disputa para governador em 1926, McAlister procurou a nomeação do Partido Democrata contra o empresário, Austin Peay. Peay transformou radicalmente a administração do governo do Estado e tinha deixado insatisfeitos numerosos membros de seu próprio partido no processo, entre eles chefes políticos E. H. Crump de Memphis e Hilary Howse de Nashville. Com a ajuda de Crump e Howse, McAlister foi capaz de ganhar nos condados de Shelby e Davidson, mas Peay teve apoio do setor agrário do estado, do leste do Tennessee e derrotou McAlister para a nomeação por 7.000 votos.
Em 1928, McAlister novamente procurou a nomeação, desta vez contra o governador Henry Hollis Horton, que se tornou governador após morte do Peay ano anterior. McAlister tinha o apoio de Crump e Howse, enquanto Horton contou com o apoio do poderoso editor Luke Lea. Um terceiro candidato, Lewis S. Pope, também procurou a nomeação. Com uma campanha primária difícil, McAlister ficou aquém do adversário, perdendo para Horton com 97.333 votos sobre 92.017, sendo que Papa registrou apenas 27.779 votos.
No final de 1930 os efeitos da quebra da bolsa de valores de 1929 haviam alcançado o Tennessee. Poucos dias depois da vitória de Horton na eleição geral, inúmeros bancos controlados pelo banqueiro Luke Lea e seu sócio, Rogers Caldwell, faliram, ocasionando um prejuízo de mais de $6 milhões em depósitos do Estado. Horton enfrentou o impeachment, e Lea foi indiciado sob a acusação de fraude bancária.
McAlister, que avisara a crise iminente, foi reconduzido para o cargo de tesoureiro do estado e tentou a nomeação do partido para governador novamente em 1932. Horton havia sobrevivido ao impeachment, mas não estava buscando a reeleição, então os principais concorrentes de McAlister foram Pope e o ex-governador Malcolm R. Patterson. Com o apoio de Crump, que deu uma vantagem de 25.000 votos no Condado de Shelby para McAlister, provou para ser o fator decisivo, McAlister venceu a nomeação, com 117.400 votos sobre os 108.400 de Pope e os 60.520 de Patterson. Pope acusou Crump de fraude eleitoral e disputou contra McAlister nas eleições gerais como independente (sem partido). No dia da eleição, McAlister venceu facilmente, com 169.075 votos sobre os 117.797 do candidato republicano, John E. McCall e os 106.990 de Pope.
Enfrentando uma dívida estatal de $6 milhões e uma economia devastada pela crise econômica e falências bancárias, McAlister começou imediatamente impondo austeridade ao governo do estado. Ele cortou mais de 2.300 cargos públicos do governo e cortou $7 milhões nos gastos do estado. Estes cortes incluíam o custo da mansão do governador (residência governamental), que McAlister reduziu de US $35.000 por ano para apenas US $1.000. McAlister apoiou a Tennessee Valley Authority (uma empresa de energia elétrica e fomento) e outros programas federais da era da depressão econômica. As construções das hidroelétricas de Norris e Pickwick Landing começaram durante o seu mandato.
Em abril de 1933, logo após o início do mandato McAlister, o Estado aprovou a íris como a flor do Estado e o Mockingbird como o pássaro do estado.
Em 1934, Pope, determinado a findar com o poder de Crump, novamente disputou com McAlister para a nomeação democrata, porém pouco obteve, ganhando apenas 137.253 votos comparados aos 191.460 de McAlister. Nas eleições gerais, Pope mais uma vez disputou como independente e tentou formar uma chapa coligando com o ex-governador republicano Ben W. Hooper, semelhante ao que ajudara eleger Hooper mais de duas décadas antes. Hooper chamou os republicanos para apoiar Pope na eleição para governador, em contrapartida Pope chamou os independentes democratas para apoiar Hooper em sua campanha ao Senado contra o aliado Crump, Kenneth McKellar. O plano falhou, no entanto, com Pope perdendo para McAlister, com este obtendo 198.743 votos sobre 122.965 daquele, e McKellar derrotou Hooper.
Durante seu segundo mandato, McAlister desagradou Crump, por propor um imposto  estadual sobre vendas. Aliados de Crump na Assembleia do estado barraram o imposto, e ele retirou seu apoio para McAlister, chamando-o de "nosso miserável governador". McAlister desagradou ainda mais Crump, quando ele se recusou a permitir a venda de bebidas alcoólicas em Memphis, uma vez que a proibição federal havia terminado com a revogação da 18ª emenda constitucional, mas a proibição no Estado permanecia em vigor. Poucas realizações ele pode implementar sem o apoio de Crump, McAlister não procurou a reeleição para um terceiro mandato.

## Últimos anos e morte
Após seu segundo mandato, McAlister retirou-se para sua casa em Nashville e continuou advogando. Foi nomeado conselheiro de campo na Comissão de carvão betuminoso em Washington, D.C. em 1936. Em 1940, ele foi nomeado árbitro de falências para a corte distrital federal de Nashville e permaneceu nessa posição até o fim de sua vida. Ele morreu em 30 de outubro de 1959 e foi enterrado no cemitério Monte das Oliveiras em Nashville.

## Família
McAlister era descendente (através de sua mãe) de dois antigos governadores de Tennessee, Willie Blount (1768–1835), seu trisavô e Aaron V. Brown (1795–1859), seu bisavô. Willie Blount foi o meio-irmão do governador territorial, William Blount.
McAlister casou-se com Louise Jackson, filha do juiz da Suprema Corte Howell E. Jackson, em 1901. Eles tiveram duas filhas.

## Fonte da tradução
- Este artigo foi inicialmente traduzido, total ou parcialmente, do artigo da Wikipédia em inglês cujo título é «Hill McAlister».